# Laguna de la Restinga nationalpark
Laguna de la Restinga nationalpark, spanska: Parque Nacional Laguna de La Restinga, är en nationalpark på ön Isla Margarita i delstaten Nueva Esparta i Venezuela. Parken som inrättades den 6 februari 1974 ligger mellan den östra och västra delen av Isla Margarita. Nationalparken består av ett vidsträckt mangroveträsk med över hundra kanaler. Man kan med turistbåtar göra turer i nationalparken. Tjugo kanaler är öppna för besökare.